# Francesco di Oberto
Francesco di Oberto ou Francesco d'Oberto da Moneglia (né  à Moneglia près de Gênes, en Ligurie) est un peintre italien et un miniaturiste de la pré-Renaissance qui fut actif au  XIVe siècle.

## Biographie
Francesco di Oberto, miniaturiste et peintre génois travailla à Ferrare en 1368.

## Œuvres
- Madone entre deux anges, église San Domenico, Gênes.